# ジョゼファ・デ・オビドス

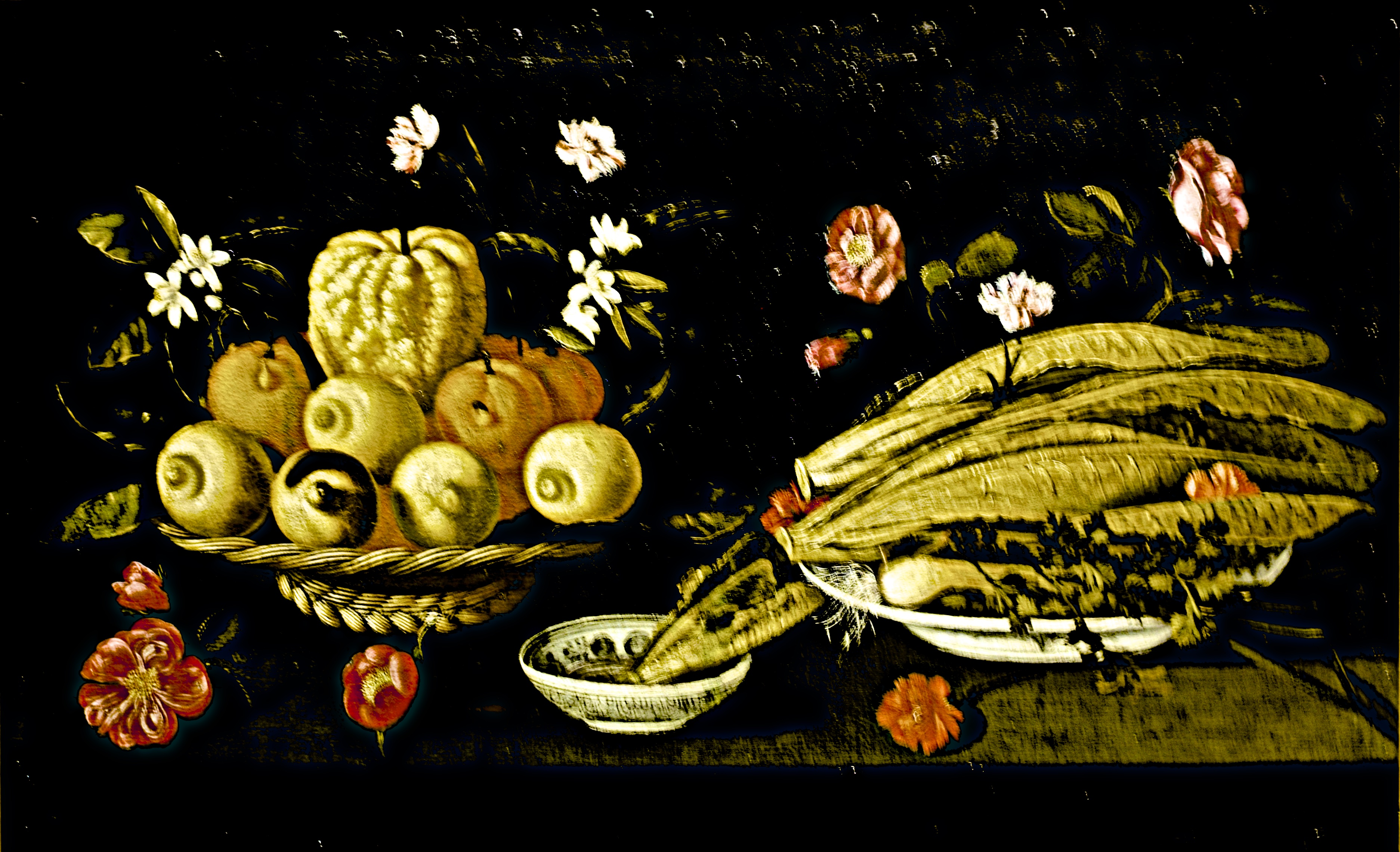
ジョゼファ・デ・オビドス作「果物、野菜、花のある静物画」

ジョゼファ・デ・オビドスとして知られるジョゼファ・デ・アヤラ・フィゲイラ（Josefa de Obidos、本名: Josefa de Ayala Figueira 、1630年2月22日(洗礼日) - 1684年7月22日）は17世紀のポルトガルの女性画家である。宗教的な主題の作品や「ボデゴン(厨房画)」と呼ばれるジャンルの静物画も多く描いた。

## 略歴
スペインのセビリアで生まれた。父親はポルトガルの現在のレイリア県のオビドス出身の画家、バルタサール・ゴメス・フィゲイラ(Baltazar Gomes Figueira: 1604-1674)で、セビリアの有名な画家、フランシスコ・エレーラ(Francisco de Herrera el Viejo: 1576-1656)の工房で働いていた。スペイン人の母親、Catalina de Ayala Camachoも画家 Bernabé de Ayalaの親類で、ジョゼファ・デ・オビドスが洗礼を受けた時、フランシスコ・エレーラが名付け親になった。
両親がポルトガルに移った後も、フランシスコ・エレーラの工房に残り、絵を学び、14歳になった時、コインブラの修道院で祭壇画を制作する父親のもとに移り、助手として働いた。23歳になった1653年にまでに、家族とオビドスに移り、1653年にコインブラの聖人像を版画で出版して有名になった。修道院や教会で宗教画を描き、1662年にイギリス王チャールズ2世とポルトガル王女、カタリナの結婚式が行われた後、それを祝福するための絵画なども描くなど宮廷の仕事もした。
1674年に父親が亡くなるまで父親の工房で働き続け、義理の兄弟となったJosé Pereira da Costaや、弟のfrère Antonio de Ayalaと共作もした。
フアン・サンチェス・コターンらによって16世紀後半からスペインで描かれるようになった「ボデゴン(厨房画)」と呼ばれるジャンルの静物画も多く描いた。

## 作品

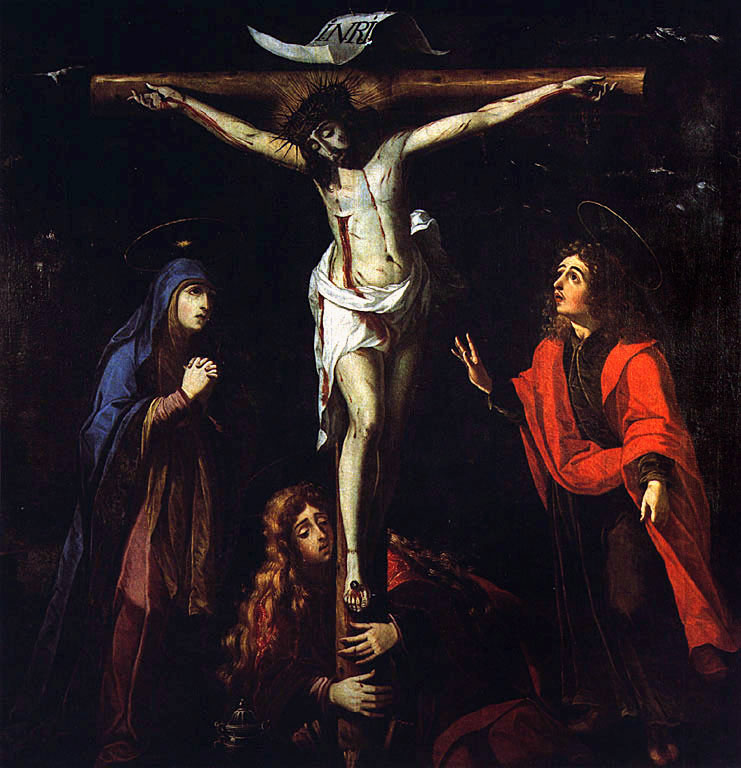
カルバリオ
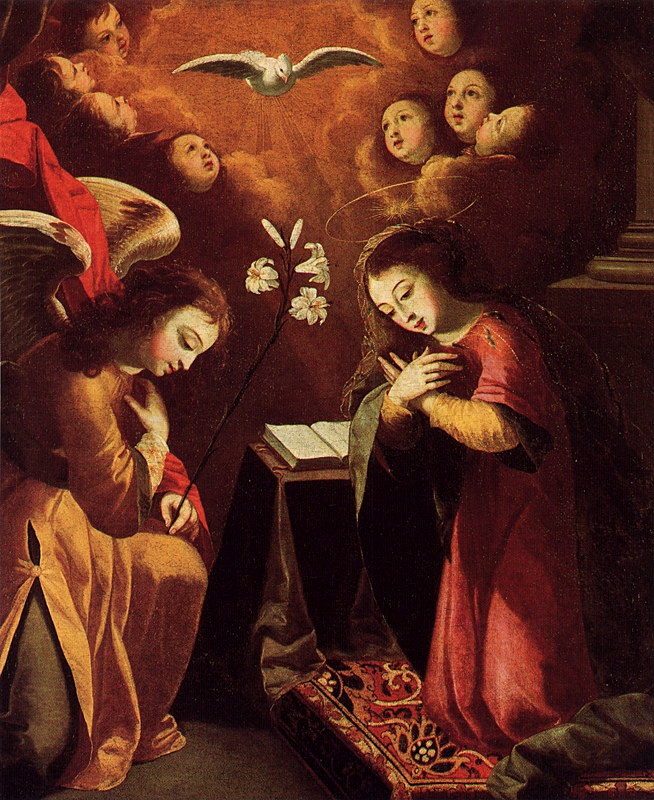
受胎告知
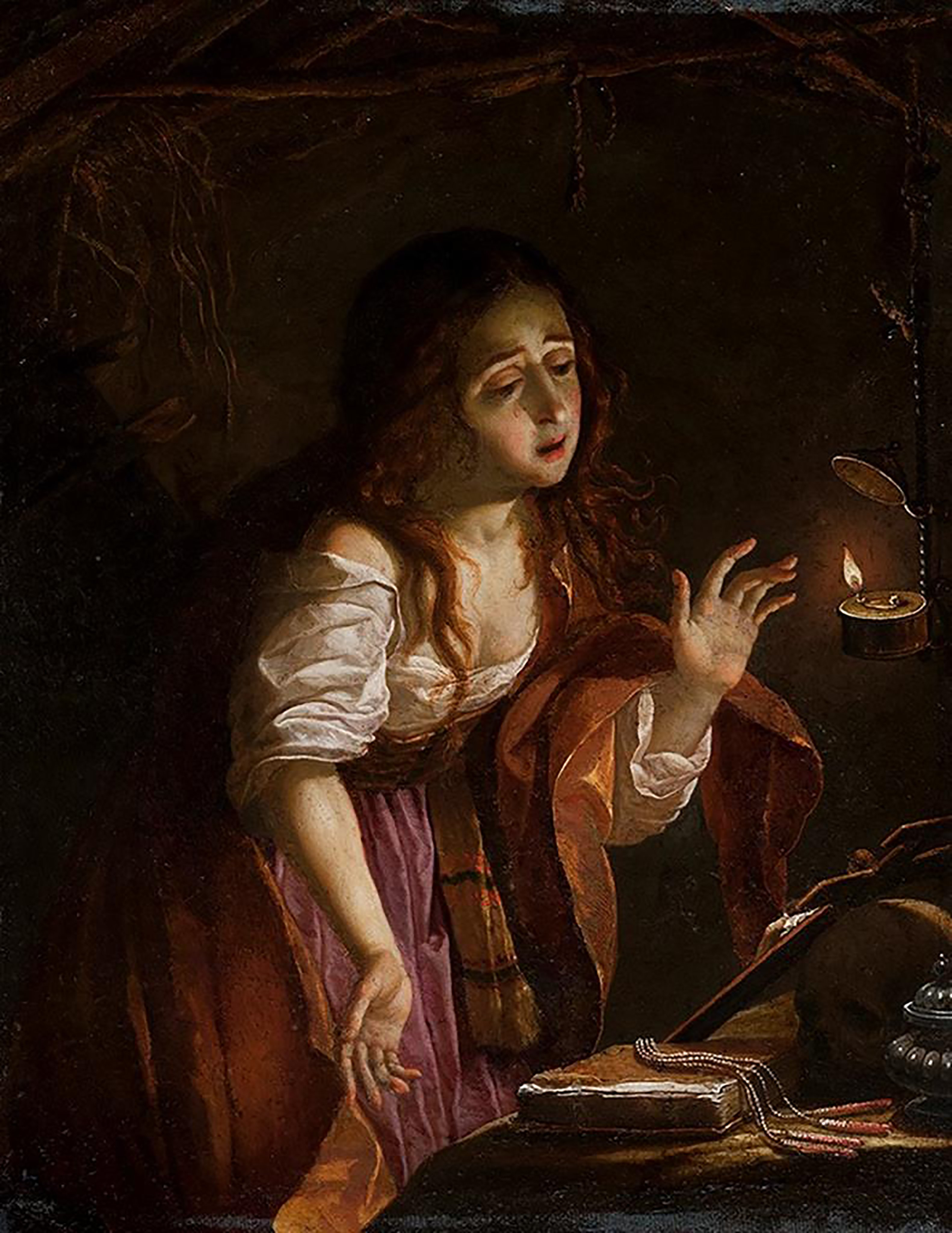

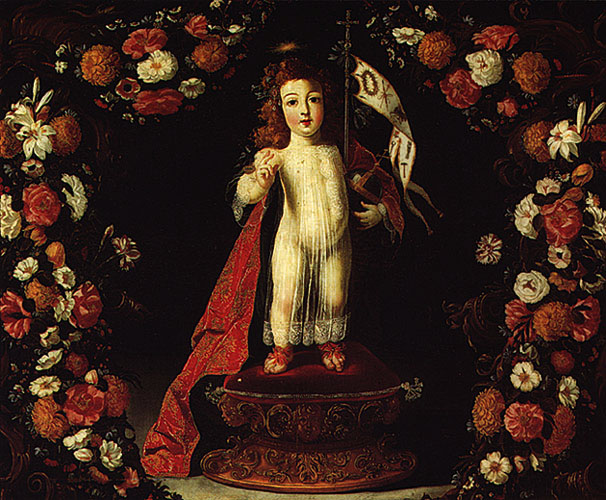
子供時代のイエス
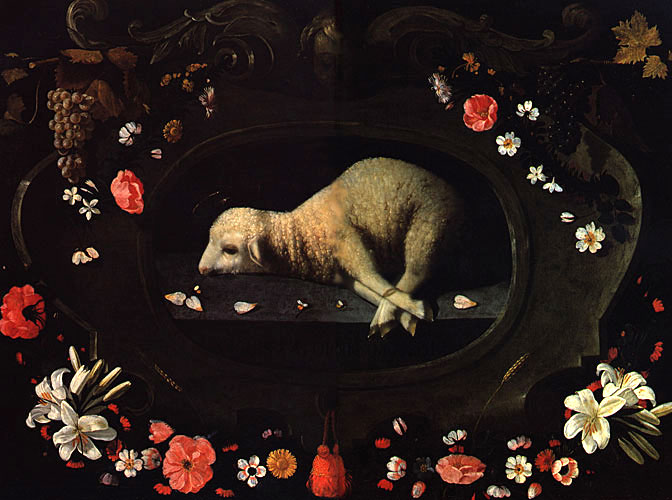
生贄の子羊
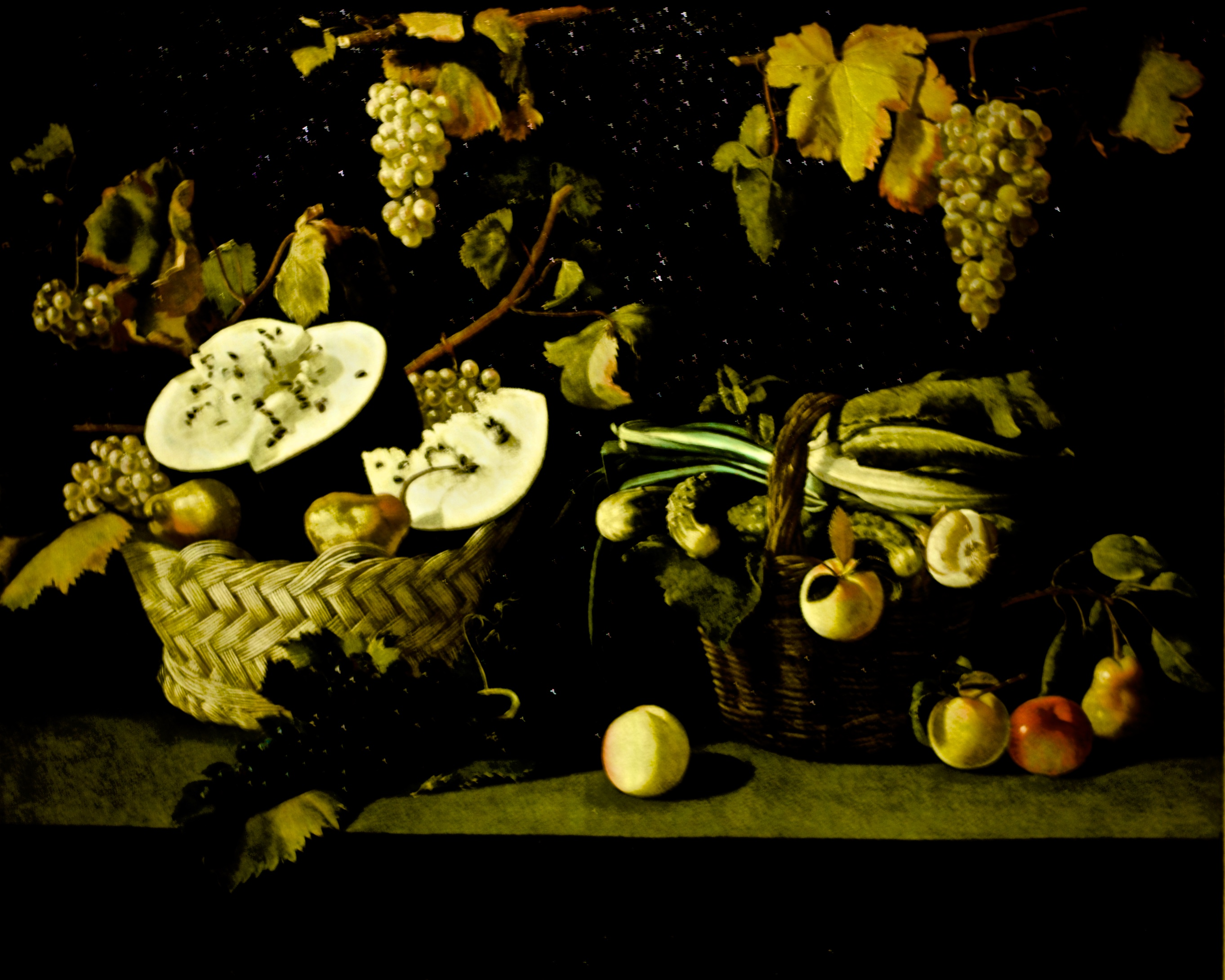
スイカとブドウのある静物画